# 506 Marion
Az 506 Marion egy a Naprendszer kisbolygói közül, amit Raymond Smith Dugan fedezett fel 1903. február 17-én.